# اسلام در چین
پیشینه ورود اسلام به چین به پیش از ۶۵۰ میلادی بازمی‌گردد، گفته می‌شود که سعد بن ابی وقاص صحابه پیامبر اسلام، سفرایی را به سوی امپراتور گائوتسونگ فرستاد. آنچه مهم است اینکه شکل‌گیری تیره‌های قومی مسلمان در چین به زمان یورش مغولان بازمی‌گردد. نتیجه ورود اسلام به چین جمعیتی حدود ۶۰ میلیون مسلمان در چین است که بیشتر آن‌ها در استان‌های سین کیانگ (شین جیانگ)، گانسو، نینگشیا و چینگهای زندگی می‌کنند. اویغورها و مردم هوئی دو قوم عمده مسلمان در چین هستند. خویی‌زو یا هوئی قوم مسلمان ایرانی‌تبار هستند که حدود ۵۰۰ سال پیش برای ترویج دین اسلام به چین رفتند، با قوم خَن (مردم هان) ادغام شدند و در آن جا ماندگار شدند.

## پیشینه
پیشینه ورود اسلام به چین، به قرن اول هجری بازمی‌گردد. مهاجرت ایرانیان و اعراب از راه‌های دریایی و جاده ابریشم، در زمان سلطنت سلسلهٔ تانگ، موجب ورود دین اسلام به کشور چین شده و نقش مهمی را در برقراری ارتباط بین این کشور و کشورهای اسلامی ایفا کرده‌است.

### تانگ
برخی معتقدند که در زمان عثمان، هیئتی برای تبلیغ دین اسلام وارد چین شده و با امپراتور سلسله تانگ نیز ملاقات کرده‌است. ابی وقاص در صدر اسلام با یک گروه ۴۰ نفره از مسلمانان از طریق دریا وارد جنوب چین در شهر کانتون شده و مجموعاً سه بار بین ایران و چین مسافرت کرده‌است. ابی وقاص به همراه ۴۰ تن از پیروان خود هنگام نماز کشته شدند. بعدها مسجد ابی وقاص که جزو قدیمی‌ترین مساجد چین است که در مرکز شهر کانتون واقع شده در همین محل ساخته شد و در حال حاضر به نام «روضه ابی وقاص» خوانده می‌شود.

### سونگ
ترویج و گسترش اسلام توسط بازرگانان ایرانی و عمدتاً از طریق جاده ابریشم صورت گرفته‌است. آشنایی اکثر مسلمانان چین با کلمات و واژه‌های اصیل پارسی و استعمال این لغات در مکالمات روزمره زبان چینی مؤید این مدعا است.

### یوان
حمله مغول‌ها به ایران به عنوان عاملی تسریع کننده، موجبات و امکانات گشایش راه رفت و آمد و مهاجرت مسلمانان ایرانی به چین و در نتیجه نفوذ فرهنگ و تمدن اسلامی و ایرانی و نیز ترویج دین اسلام در آنجا را فراهم کرد و به خصوص زمان حکومت قوبلای‌خان از نوادگان چنگیزخان و بنیان‌گذار دودمان یوان چین، روزگار اقتدار ایرانیان مسلمان و اوج رشد و شکوفایی اسلام در سرزمین چین بود.

### مینگ
پس از زوال دودمان مغولی یوان و در سلسله مینگ با عنایت خاص امپراتوران این دودمان، امکان نفوذ اسلام به سرزمین‌های نواحی میانی چین فراهم آمد و مساجد بسیاری در چین ساخته شد. شماری از ابنیه اسلامی مربوط به این دوره، نشان از رواج اسلام در نواحی داخلی و شرق چین دارد. مسافرت‌های گسترده علمی و فرهنگی میان اندیشمندان مسلمان چین و سرزمین‌های اسلامی در این دوره از عوامل اساسی گسترش اسلام در چین بود.

### چینگ
در دودمان چینگ نیز هر چند اسلام شاهد پیشرفت‌هایی به نواحی درونی و شمال شرقی چین بود، اما این دوره به خاطر ظلم و ستم و نیز تبعیض زمامداران چینگ، روزگار خیزش و شورش‌های مسلمانان چین برای خروج از زیر سلطه دودمان چینگ، احقاق حقوق دینی و ملی و نیز ایجاد یک دولت مستقل اسلامی بود. سرکوب حرکت‌های مسلمانان توسط درمان دودمان چینگ یکی از عوامل رکود پیشرفت اسلام و فعالیت مسلمانان در سرزمین چین در این دوره بود.

## مردم

### گروه‌های قومی
مسلمانان در هر منطقه ای در چین زندگی می‌کنند. بیشترین تراکم در استانهای شمال غربی سین کیانگ، گانسو و نینگشیا مشاهده می‌شود؛ همچنین جمعیت قابل توجهی در استان یوننان در جنوب غربی چین و استان هنان در چین مرکزی یافت می‌شود. از ۵۵ قومیت اقلیت رسماً شناخته شده چین، ده گروه عمدتاً مسلمان هستند. بزرگ‌ترین گروه‌ها به ترتیب نزولی عبارتند از: هوی (۹/۸ میلیون نفر در سرشماری سال ۲۰۰۰ یا ۴۸ درصد از تعداد رسمی مسلمانان)، اویغور (۷/۵ میلیون، ۴۳ درصد)، قزاقستان (۲۷/۴ میلیون، ۷/۳ درصد)، دونگ شیانگ (۵۱۴٬۰۰۰، ۲٫۵) ٪)، قرقیز (۱۴۴۰۰۰)، ازبک (۱۳۵٬۰۰۰)، سالار (۱۰۵٬۰۰۰)، تاجیکی (۶۱٬۰۰۰)، بونان (۱۷٬۰۰۰) و تاتار (۵.٬۰۰۰). با این حال، اعضای جداگانه گروه‌های مسلمان به‌طور سنتی ممکن است دین‌های دیگر را بپذیرند یا اصلاً اعتقاد نداشته باشند. علاوه بر این، مسلمانان تبت به‌طور رسمی در کنار مردم تبت طبقه‌بندی می‌شوند. مسلمانان عمدتاً در مناطقی زندگی می‌کنند که با آسیای میانه، تبت و مغولستان همسایه هستند، مانند سین کیانگ، نینگشیا، گانسو و چینگهای که به «کمربند قرآن» معروف است.

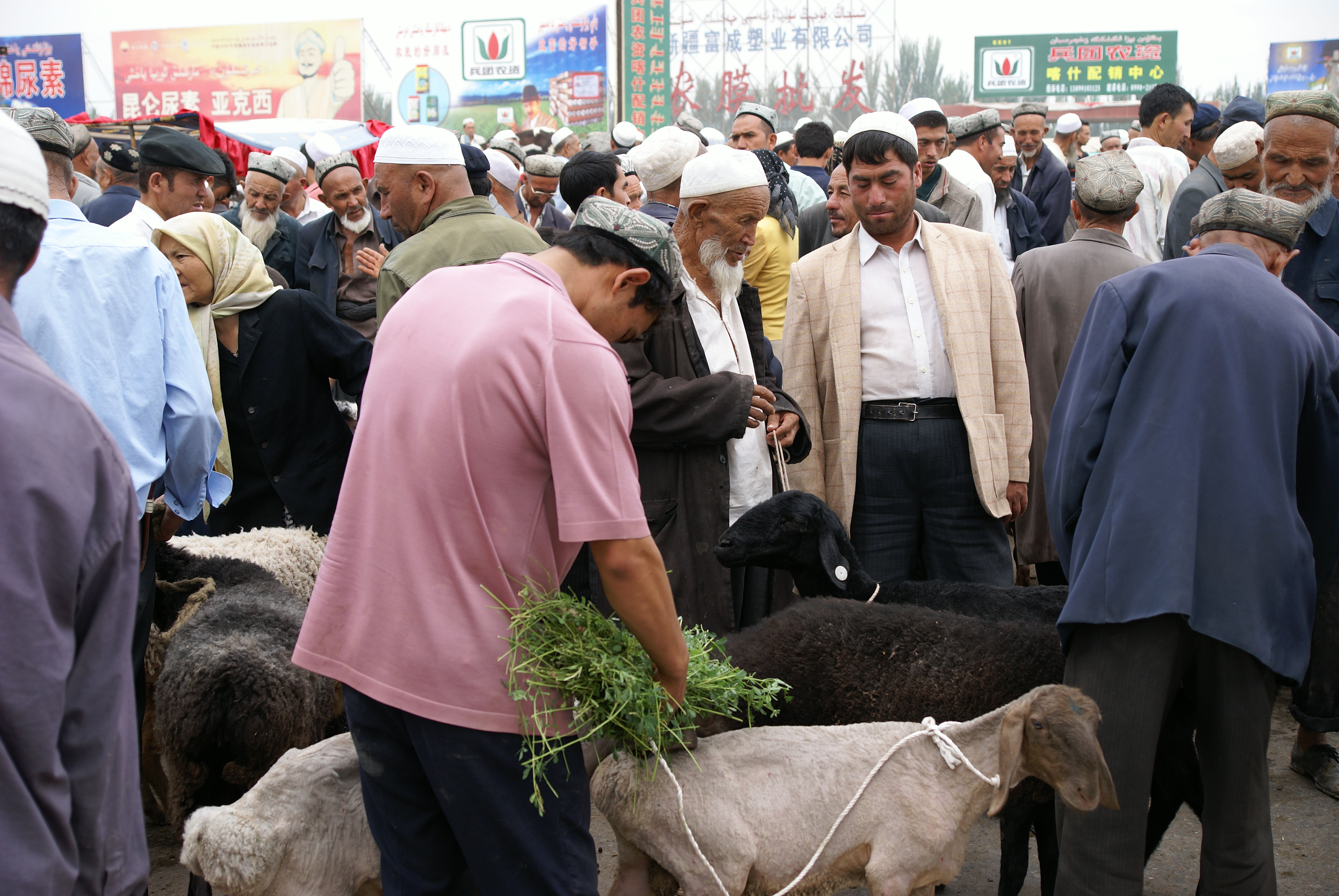
مسلمانان اویغور در یک بازار دام در کشگر.

### نسل‌شناسی
گروه هاپلو، کروموزوم O3-M122 Y در آسیای شرقی، در سایر مسلمانان نزدیک به هوئی مانند دانگشیانگ، بوآن و سالار به مقدار زیاد یافت می‌شود. اکثر تبت-برمن‌ها، هان چینی‌ها و نینگشیا و لیائونینگ هوی دارای کروموزوم‌های Y پدرانه با منشأ آسیای شرقی هستند که هیچ ارتباطی با خاورمیانه و اروپایی ندارند. بر خلاف خاورمیانه و اروپایی‌های دور که مسلمانان چین با آنها نسبتی ندارند، آسیای شرقی، چینی هان و بیشتر هوی‌ها و دانگشیانگ لینگسیا ژن‌های بیشتری با یکدیگر دارند. این نشان می‌دهد که جمعیت بومی آسیای شرقی به اسلام گرویده و از نظر فرهنگی با این قومیت‌ها همسان شده‌اند و جمعیت مسلمانان چینی عمدتاً فرزندان خارجی نیستند، همان‌طور که برخی از ادعا ادعا می‌کنند در حالی که فقط اقلیت کوچکی از آنها هستند.

## اشاره به چین در روایت اسلامی
در اهمیت علم‌آموزی پیامبر اسلام، حضرت محمد ﷺ میفرماید: «اطلبوا العلم و لو بالصین و هو علم معرفة النفس و منه معرفة الرّب» (دانش را بیاموزید هر چند در چین باشد؛ این دانش، معرفت نفس است که از او معرفت خدا حاصل می‌شود).